# OFC Club Championship 1987
In 1987 werd het OFC Club Championship voor de eerste keer georganiseerd. Alle wedstrijden werden in het Australische Adelaide gespeeld. Thuisclub Adelaide City won het toernooi.

## Deelnemers
| - Adelaide City (kampioen van de National Soccer League (Australië) 1986) - Ba FSC (vertegenwoordiger van Fiji) - Guria FC (kampioen van de PNGNCC 1986, Papoea-Nieuw-Guinea) - AS Jeunes Tahitiens (kampioen van de Division Fédérale 1987, Tahiti) - Mount Wellington AFC (kampioen van de New Zealand National Soccer League 1986, Nieuw-Zeeland) - Rangers Honiara (kampioen van de Salomonseilanden) - CA Saint-Louis (vertegenwoordiger van Nieuw-Caledonië) - Palaus voetbalelftal (Palau) (als vervanger van kampioen Van Koror) - Vanuatuaans voetbalelftal (Vanuatu) (als vervanger van kampioen Tafea FC van de Premia Divisen) |

## Opzet
In het kwalificatietoernooi speelden zeven clubs voor één plaats in de halve finale. Hiervoor was Mount Wellington direct geplaatst. De winnaar ging door naar de finale waarin Adelaide City direct was geplaatst.

## Wedstrijden
| Datum             | Ronde             | Winnaar              | Uitslag(en)       | Verliezer            |
| Kwalificatieronde | Kwalificatieronde | Kwalificatieronde    | Kwalificatieronde | Kwalificatieronde    |
| ----------------- | ----------------- | -------------------- | ----------------- | -------------------- |
| 06-03             | 1e ronde          | Honiara Rangers      | 2-0               | Guria FC             |
| 06-03             | 1e ronde          | CA Saint-Louis       | 4-3 nv            | AS Jeunes Tahitiens  |
| 07-03             | 1e ronde          | Vanuatu              | 2-0               | Palau                |
|                   | 1e ronde          | Ba FA                | vrij              |                      |
| 08-03             | Halve finale      | Honiara Rangers      | 2-2 ns (4-2)      | CA Saint-Louis       |
| 08-03             | Halve finale      | Ba FA                | 3-2               | Vanuatu              |
| 10-03             | 3e/4e plaats      | CA Saint-Louis       | 4-2               | Vanuatu              |
| 10-03             | Finale            | Ba FA                | 3-0               | Honiara Rangers      |
| Eindronde         |                   |                      |                   |                      |
| 12-03             | Halve finale      | Mount Wellington AFC | 6-1               | Ba FA                |
| 15-03             | Finale            | Adelaide City        | 1-1 ns (4-1)      | Mount Wellington AFC |

OFC Club Championship: 1987 · 1999 · 2001 · 2005 · 2006 

OFC Champions League: 2007 · 2007/08 · 2008/09 · 2009/10 · 2010/11 · 2011/12 · 2012/13 · 2013/14 · 2014/15 · 2016 · 2017 · 2018 · 2019 · 2020 · 2021 · 2022 · 2023